# R31HOUSE
R31HOUSE（アールサンイチハウス）は、岐阜県加茂郡坂祝町に本社を置く自動車関連企業・柴田自動車株式会社が経営している自動車販売店。
店名の表すとおり、7代目R31型スカイラインの部品（主にエアロパーツ、エンジン及び補機類など）の製造・販売や、同車種の販売・整備・カスタムなどを手掛けている。
チューニング等で特定の車種を中心に扱う店舗は数多く存在するが、特定の型をメインにし、看板にまで掲げる珍しい会社である。

## 概要
R31型スカイラインの専門店として、廃盤となった部品の復刻、競技用部品の開発、純正部品の販売などを主力事業としている。また、同車種の中古車の販売や、R31型から現行のR35型GT-Rに至るまでのスカイライン及びGT-Rの買取なども手掛ける。本社近くのヤードには代表取締役の柴田達寛が20代の頃から収集してきた部品取り用のR31型スカイラインが集められており、その台数は437台に上る。
R31型スカイラインを専門として20年以上となり、柴田達寛は「（R31であれば）何が壊れても絶対に修理でき、修理するための部品を用意することができる」と語っている。
また、柴田自動車ではレーシングチームの運営、タイヤ製造、ラジコンカーの製作・販売も手掛けている。このうちレーシングチームはドリフト競技の国内最高峰の選手権であるD1グランプリやフォーミュラ・ドリフト ジャパン（FDJ）に参戦している。D1ではインフィニティ・Q60を使用しているほか、FDJには2021年シーズンまでR31型スカイラインを投入していた。また、ドリフトでの経験をフィードバックして生まれたのがオリジナルブランドタイヤの「シバタイヤ」であり、製造は中国のレイダンが行いつつ、企画・テスト・品質管理は柴田自動車が担っている。
毎年全国ミーティングと称して各サーキットで貸切りイベントを行うなど、その活動力と顧客の団結力には定評がある。

## 国内拠点
- 本社／整備工場 - 有限会社R31HOUSE　岐阜県加茂郡坂祝町

## 沿革
- 1997年 岐阜県加茂郡坂祝町にて創業
- 2002年 本社施設を改装し部品倉庫を増設